# Мечеть Томбул

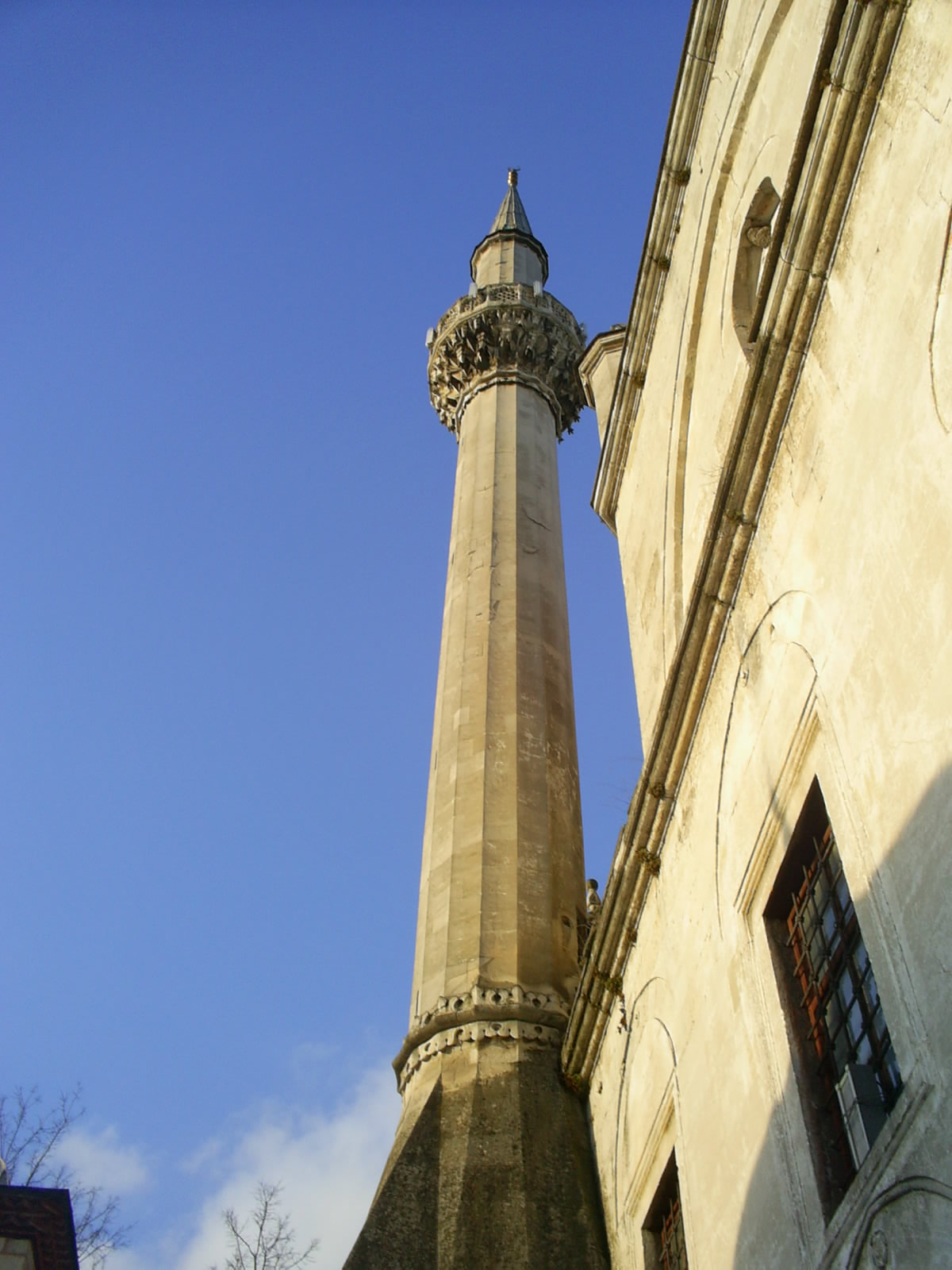
Мечеть Томбул

Мечеть Томбул — розташована в Шумені, найбільша мечеть у Болгарії і одна з найбільших на Балканах. Збудована між 1740 і 1744 роками. Назву отримала через особливої форми своєї бані.

## Архітектура

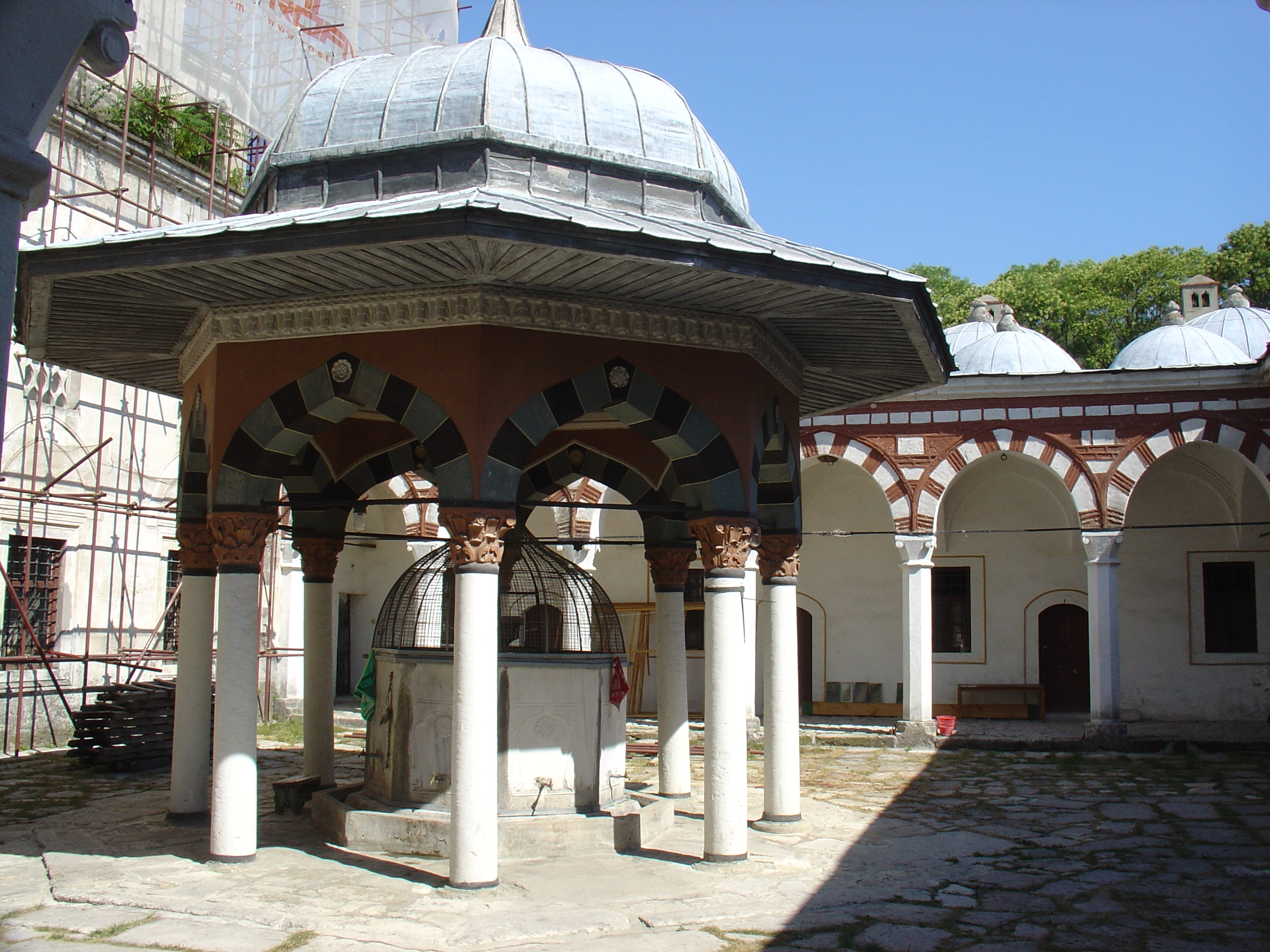
Подвір'я мечеті

Комплекс мечеті складається з головної будівлі (молитовного залу), подвір'я та дванадцяти кімнат (пансіон медресе). Головна будівля в нижній частині є квадратом, потім стає восьмикутним, переходячи в коло в середній частині та завершується сферичною банею висотою 25 м над землею. Інтер'єр містить картини-фрески, що зображають рослини та геометричні фігури, багато надписів арабською мовою, фрази з Корану. Подвір'я відоме арками перед дванадцятьма кімнатами, які оточуюють його, та мінаретом висотою 40 м.
| Прапор Болгарії | Це незавершена стаття про Болгарію. Ви можете допомогти проєкту, виправивши або дописавши її. |